# Herkules (negyedik évad)
A Herkules című tévésorozat 4. évadának epizódjai

## Epizódok
| #   | Epizód eredeti címe                | Eredeti bemutató     | Epizód magyar címe              |
| --- | ---------------------------------- | -------------------- | ------------------------------- |
| 1.  | Beanstalks and Bad Eggs            | 1997. szeptember 29. | Égigérő paszuly és sárkánytojás |
| 2.  | Hero's Heart                       | 1997. október 6.     | A hős szíve                     |
| 3.  | Regrets... I've Had a Few          | 1997. október 13.    | Megbánás...volt benne részem    |
| 4.  | Web of Desire                      | 1997. október 20.    | A vágy pókhálója                |
| 5.  | Stranger in a Strange World        | 1997. október 27.    | Idegenek egy idegen világba     |
| 6.  | Two Men and a Baby                 | 1997. november 3.    | Két férfi, egy eset             |
| 7.  | Prodigal Sister                    | 1997. november 10.   | A tékozló leány                 |
| 8.  | ...And Fancy Free                  | 1997. november 17.   | Szabadon, mint a madár          |
| 9.  | If I Had a Hammer                  | 1998. január 12.     | Ha kalapács lennék              |
| 10. | Hercules on Trial                  | 1998. január 19.     | Herkules a bíróság előtt        |
| 11. | Medea Culpa                        | 1998. január 26.     | Medea Culpa                     |
| 12. | Men in Pink                        | 1998. február 2.     | Fiúk rózsaszínben               |
| 13. | Armageddon Now: Part 1             | 1998. február 9.     | Armageddon most: 1. rész        |
| 14. | Armageddon Now: Part 2             | 1998. február 16.    | Armageddon most: 2. rész        |
| 15. | Yes, Virginia, There Is a Hercules | 1998. február 23.    | Higgy a szemednek               |
| 16. | Porkules                           | 1998. március 16.    | Hermalac, Kucules               |
| 17. | One Fowl Day                       | 1998. március 23.    | Madarat tolláról                |
| 18. | My Fair Cupcake                    | 1998. április 13.    | Süti                            |
| 19. | War Wounds                         | 1998. április 20.    | Háborús sebek                   |
| 20. | Twilight                           | 1998. április 27.    | Alkonyat                        |
| 21. | Top God                            | 1998. május 4.       | Főisten                         |
| 22. | Reunions                           | 1998. május 11.      | Találkozások                    |

## 04-01: Égigérő paszuly és sárkánytojás
- Eredeti bemutató: 1997. szeptember 29.
- Írta: Melissa Rosenberg
- Rendezte: John T. Kretchmer

A haldokló Alyssa arra kéri Herkulest, hogy keresse meg anyját, Lianna-t. Az asszony hollétéről a haldokló csak annyit tud, hogy még gyerekkorában ragadták el tőle anyját, és valaki egy hatalmas kastélyba vitte fogságba. A kastély pedig a felhők felett van. Bár Herkules tudja, hogy a feladat nehéz, mégis megígéri Alyssának, hogy mindent elkövet anyja felkutatása és kiszabadítása érdekében. Ezután Herkules segítség reményében Autolycus-hoz fordul segítségért, aki csak egyetlen olyan módszert ismer, amivel a felhők fölötti várba el lehet jutni. Ez a módszer azonban sokkal veszélyesebb mint azt bárki is gondolná...

## 04-02: A hős szíve
- Eredeti bemutató: 1997. október 6.
- Írta: Jerry Patrick Brown
- Rendezte: Philip Sgriccia

Ioles önbecsülése összetörik, amikor képtelen megmenteni egy nőt. Elhagyja Herkulest és egy gonosz hadvezér szolgálatába hízelgi magát. Herkules szembenéz a hadvezér embereivel. Ioles az örök gonoszságba fog süllyedni, vagy a hős szíve megint arra fogja késztetni őt, hogy a jóért harcoljon?

## 04-03 Megbánás...volt benne részem
- Eredeti bemutató: 1997. október 13.
- Írta: Paul Robert Coyle
- Rendezte: Gus Trikonis

Herkules még egy napért könyörög Celestának, aki vinné a Túloldalra Herkules barátját Jarist. Jaris megölt egy városi orgyilkost, de tettéért nem számolt a bíróság előtt. Herkulesnek meg kell állítania őt, mielőtt a felhalmozott gyilkosságok távol tartják az Elíziumi mezőktől.

## 04-04: A vágy pókhálója
- Eredeti bemutató: 1997. október 20.
- Írta: Alex Kurtzman és Roberto Orci
- Rendezte: Michael Lange

Herkules Korintoszba tart, de útközben vihar közeleg így megállnak egy segíteni. Barlangban- ahova elhúzódnak- kalózok kincseire bukkannak, akik nagyon sietősen távoznak. A kincs Zolare királyé. Anaknét az istenek pókká változtatnak át. Hiúsága miatt még lányát is megölette, így megbüntették az istenek. Most mindenki bosszút akar állni nyomorúsága miatt.

## 04-05: Idegenek egy idegen világba
- Eredeti bemutató: 1997. október 27.
- Írta: Paul Robert Coyle
- Rendezte: Michael Levine

Párhuzamosan két világ fut egymás mellett. Mindenkinek megvan a maga mása, bár jelleme különböző is lehet még az istenek is. Ám a két világból mindenki egyszerre hal meg. Az átjárón keresztül véletlenül kicserélődik a két világ. Iolesnek, Herkulesnek és Aresnak a feladata, hogy kiderítsék, mi is történik. Mi az összefüggés a két világ között...

## 04-06: Két férfi, egy eset
- Eredeti bemutató: 1997. november 3.
- Írta: John Hudock és Kevin Sorbo
- Rendezte: Chris Graves

Nemesis fiú gyermeket szült. Először azt hazudta, hogy Herkulesé, de végül kiderült, hogy Aresé. Félig Isten gyermek. Ares mindent megmozgat, hogy visszaszerezze a fiát, Herkules meg azért, hogy megmentse a gyermeket attól, ami vár rá. Viszály, Ares kedvese féltékeny és meg akarja ölni a babát...

## 04-07: A tékozló leány
- Eredeti bemutató: 1997. november 10.
- Írta: Robert Bielak
- Rendezte: Gary Jones

Tizenhárom évvel egy rajtaütés után, amit egy hitehagyottakból álló csoport szervezett, az amazonok megvakították Ruunt. Megölték a szüleit és elrabolták nővérét. Azonban ő még mindig meg akarja ölni az amazonokat és kiszabadítani testvérét...

## 04-08: Szabadon, mint a madár
- Eredeti bemutató: 1997. november 17.
- Írta: Alex Kurtzman és Roberto Orci
- Rendezte: Michael Hurst

Altea, fiatal, csinos lány, akinek álma, hogy egyszer részt vehessen a nagy Ponateai táncversenyen. Apja azonban távol akarja tartani a versenytől. Herkules az, aki vállalja a partnerséget és hűségesen táncórákat vesz. Bár a rendezvény védnöke el akarja tüntetni. Meg nyerik a verseny és Altea álma teljesül, sőt még szomorú apját is sikerül megörvendeztetni, aki feleségét épp e verseny miatt vesztette el. Hajdanán kizárták őket a versenyből, ezért megszakadt a szíve.

## 04-09: Ha kalapács lennék
- Eredeti bemutató: 1998. január 12.
- Írta: Paul Robert Coyle
- Rendezte: Steven Polivka

Salmoneus támogatja a művészetet. Az ifjú alkotók előtt Herkules áll modellt. Atalanta acélból kovácsol magának Herkulest, ám Hephaistos megtréfálja, életre kelti a szobrot, azonban Viszály kihasználja ezt és Herkules ellen fordítja a hatalmas izomkolosszust...

## 04-10: Herkules a bíróság előtt
- Eredeti bemutató: 1998. január 19.
- Írta: Robert Bielak
- Rendezte: John Laing

Herkules az athéni bíróság előtt áll. A vádat Spencius képviseli. Hiú reményeket kelt emberekben, megváltoztatja életüket és nem ment meg mindenkit. Túl sok a halálos áldozat. A védelmet Dirké, Menelaos lánya látja el, ám nem túl sikeresen. Spencius kiforgatja a tanúk szavát...

## 04-11: Medea Culpa
- Eredeti bemutató: 1998. január 26.
- Írta: Robert Bielak és Roberto Orci
- Rendezte: Charles Siebert

Herkules, Ioles és Jason horgászás közben a régi időkre emlékeznek, amikor barátságuk majdnem megszakad egy gyönyörű, fiatal lány, Medea miatt. Medea először Herkulest, majd Jasont bolondította el, hogy Hera parancsára szétválassza őket és Herkulesnek egyedül kelljen megvívnia a Gidrával. A Gidra biztosan megölte volna az ifjú Herkulest. Ám a lány szíve nem tudott engedelmeskedni Herának és a barátság is sokkal erősebb Hera hatalmánál. Együttes erővel megölik a szörnyet, de Hera nem tud megbocsátani Medeatani Medeanak, elpusztítja a fiatal lányt...

## 04-12: Fiúk rózsaszínben
- Eredeti bemutató: 1998. február 2.
- Írta: Roberto Orci és Alex Kurtzman
- Rendezte: Alan J. Levi

Salmoneust és Autolycust a király meggyilkolásával vádolják. Hogy megmeneküljenek özv. Tvenky tánckarára állnak be. A műsort az Athéni Royal Palladiumban adják minden este, de Gecus katonái ott is keresik őket. Az álca azonban annyira tökéletes, hogy Gecus randit kér Salmonellától, a tánckar szólistája, Süti pedig legjobb barátnőjének fogadja Autolycát...

## 04-13: Armageddon most: 1. rész
- Eredeti bemutató: 1998. február 9.
- Írta: Paul Robert Coyle
- Rendezte: Mark Beesley

Remény újra kiszabadítja Callistót, hogy megölje Herkulest, cserébe azt ajánlja neki, hogy megszabadítja a démonoktól. A párhuzamos világból előcsalják a gonosz, hasonmás Herkulest és elveszik tőle a nyakában lógó medált. A terv tökéletes, a két Herkules majd végez magával, egymással egyik sem élhet a másik nélkül, s a két világ közötti folyosóban rekednek...

## 04-14: Armageddon most: 2. rész
- Eredeti bemutató: 1998. február 16.
- Írta: Gene O'Neill és Noreen Tobin
- Rendezte: Mark Beesley

Herkules tehetetlen. Egyedüli kapcsolata a külvilággal egy piciny víztükör, ami mindent megmutat. Ioles közben elszántan küzd Callistoval, hogy megmentse Alcmenét és magzatát. Callisto azonban gyorsabb és Alcméné halott. Herkules sohasem születik meg és a világ borzalmassá változik, amit Xena a hódító ural. Iolesnek tennie kell valamit. Egyedüli esélye a Kronosz kő, amivel újra visszamehet az időben és megmentheti Alcménét és Herkulest. Herkules ezalatt a kulcsot keresi az átjáróhoz...

## 04-15: Higgy a szemednek
- Eredeti bemutató: 1998. február 23.
- Írta: Alex Kurtzman és Roberto Orci
- Rendezte: Rob Tapert

A "Herkules" produkció válság stábot hív össze. Eltűnt Herkules. Persze ez nem szivároghat ki, valami megoldást kell találni, mert a sorozatnak mennie kell. Senkinek nem tűnik fel, hogy a városban, Los Angelesben földrengés pusztított és hősüket Kevin Sorbot ott kell keresniük, mert ő valójában nem más, mint Herkules és Kevin Sorbot a színészt csak alakítja. Persze mire előkerül már minden a feje tetején áll...

## 04-16: Hermalac, Kucules
- Eredeti bemutató: 1998. március 16.
- Írta: Alex Kurtzman és Roberto Orci
- Rendezte: Chris Graves

Viszály használatba veszi Artemisztől lopott nyilat és Herkulest egy malaccá változtatja. Ioles Autolycusszá változik, hogy ellophassa a nyilat Artemis templomából és visszaadja Viszálynak, aki segítségével mindenki a régi lehet.

## 04-17: Madarat tolláról
- Eredeti bemutató: 1998. március 23.
- Írta: Adam Armus és Nora Kay Foster
- Rendezte: Michael Hurst

Ares meg akarja büntetni Iolest, amiért Viszályt csirkévé változtatta. Összeláncolja őt és Autolycuszt és minden nap más büntetéseket kapnak. Időközben Aphrodité is megcsodálja Artemis nyilát és Katherine-t, egy malacot, gyönyörű nővé változtatja. Herkules megmutatja neki, hogyan élnek az emberek...

## 04-18: Süti
- Eredeti bemutató: 1998. április 13.
- Írta: Gene O'Neill és Noreen Tobin
- Rendezte: Rick Jacobson

Autolycus meghívást lop egy bálra, ahol az agglegény Antiochia hercege találkozik minden választható hercegnével. Rábeszéli Sütit, hogy viselkedjen úgy, mint egy hercegnő, miközben ő gondtalanul el tudja lopni Antiochia hercegének zafír kövét. Időközben valaki megpróbál háborút szervezni Antiochia ellen, ám Herkules és Ioles is megjelenik...

## 04-19: Háborús sebek
- Eredeti bemutató: 1998. április 20.
- Írta: Paul Robert Coyle
- Rendezte: John Mahaffie

Egyre inkább feszül a helyzet a városi lakosok és az öreg katonák között, ami odáig fajul, hogy harcba kezdenek Korintoszban. Iphicles király nyomorult feltételekkel csukja börtönbe kiöregedett katonáit. Herkules és Ioles megpróbálja kibékíteni mindegyik felet és kiszabadítani a bebörtönzött katonákat.

## 04-20: Alkonyat
- Eredeti bemutató: 1998. április 27.
- Írta: Gene O'Neill és Noreen Tobin
- Rendezte: Philip Sgriccia

Alcméné haldoklik, aminek híre Herkuleshez és Ioleshez is eljut. Azonnal meglátogatják őt. Visszaelmékeznek az ifjú Herkules, Iolesz és Jason, amint első háborújukban vívtak. Egy támadás megöli a bajtársaik többségét, amikor elérik az eltorlaszolt árkot megpillantják, hogy halottakkal van kirakva. Megmentenek egy sebesült embert az ellenfél oldaláról. Elviszi őket tárgyalni a királlyal és a végén fegyverszünettel végződik a csata.

## 04-21: Főisten
- Eredeti bemutató: 1998. május 4.
- Írta: Jerry Patrick Brown és Paul Robert Coyle
- Rendezte: Charles Siebert

Herkules egyre csak bánkódik anyja miatt. Zeus közli Herkulessel, hogy szabaddá és teljes istenné válhat. Megint egy emlékkép pereg végig Herkulesen. Fiatal korában Apollo ambróziát etet vele és istenné válik. Új képességei és megjelenése megrémíti régi barátait. Látja, ahogyan Apollo a halandókkal bánik, ezért megkéri Zeust, hogy vegye el képességeit és tegye halandóvá...

## 04-22: Találkozások
- Eredeti bemutató: 1998. május 11.
- Írta: Jerry Patrick Brown és Roberto Orci
- Rendezte: Charles Siebert

Herkules gyanakodni kezd, hogy apjának hátsó szándékai vannak istenné faragása mögött. Ioles meglátogatja az anyját, de feldühíti anyja új férje. Hera bebörtönzi Alcméné szellemét és azzal fenyegeti, hogy örökre kínozni fogja, hacsak Zeus nem adja fel istenségét. Herkulesnek meg kell menteni halandó apját Arésztől. Meg kell vívnia az utolsó csatát Herával.